# De Facto (gruppo musicale)
De Facto sono stati un gruppo dub statunitense concepito da Jeremy Michael Ward, Omar Rodríguez-López, Cedric Bixler Zavala (questi ultimi due già membri degli At the Drive-In), Isaiah "Ikey" Owens ex tastierista della ska/dub band Long Beach Dub All Stars (questi ultimi tre attualmente impegnati nel comune progetto dei The Mars Volta).
La loro musica è un dub strumentale basato melodicamente sull'utilizzo della diamonica e delle tastiere, nonché sintetizzatori utilizzati da Jeremy Michael Ward e Isaiah "Ikey" Owens. Inoltre Jeremy utilizzava vari vocoder e pedaliere a mano per manipolare il suono. Il tutto era accompagnato dal basso di Omar e dalla batteria di Cedric.
Con la morte di Jeremy Ward, il gruppo ha annunciato che non terrà più concerti dal vivo ma che potrebbe continuare il lavoro in studio.

## Discografia

### Album studio
- 1999 - How Do You Dub? You Fight for Dub, You Plug Dub In
- 2001 - Megaton Shotblast!
- 2001 - Légende du Scorpion à Quatre Queues